# Stolz weht die Flagge schwarz-weiß-rot
Stolz weht die Flagge schwarz-weiß-rot ist ein deutsches Stummfilmdrama mit kriegspropagandistischen Untertönen aus dem Jahre 1916. Unter der Regie von Siegfried Dessauer spielte Fritz Schulz eine der Hauptrollen.

## Handlung
Im Mittelpunkt der Handlung stehen mehrere junge Leute. Da ist beispielsweise Hans, der einst das Nachbarskind Lotte aus dem Wasser gerettet hat. Seitdem sind beide unzertrennlich. Georg, der Sohn des reichen Kaufmannes Martens, liebt Inge, die Schwester von Hans. Der Vater ist jedoch mit dieser Verbindung überhaupt nicht einverstanden. Eines Tages bricht der Krieg aus, und Hans entscheidet sich dazu, zur See zu fahren, um dort im Kampf gegen den Feind seine patriotische Pflicht zu tun. Auch alle anderen wollen dem Vaterland dienen. So wird Hans Matrose auf einem Kreuzer, Georg Offizier, und Inge dient als Krankenschwester. Als Georg verwundet wird, pflegt Inge ihn wieder gesund. Hans und Georg erhalten für ihre Tapferkeit das Eiserne Kreuz. Schließlich verloben sich Hans und Lotte und Georg mit Inge.
Dramaturgischer und optischer Höhepunkt des Films ist im vierten Akt eine gewaltige Seeschlacht, in der Hans sein Können als Seemann und seinen Mut und seine Tapferkeit unter Beweis stellen kann. Zahllose (mutmaßlich dokumentarische) Schlachtenaufnahmen gewaltiger Kriegsschiffe runden das Geschehen optisch ab. Erwartungsgemäß geht in dieser deutschen Produktion die deutsche Flotte aus der gezeigten Seeschlacht als Sieger hervor.

## Produktionsnotizen
Stolz weht die Flagge schwarz-weiß-rot ist ein typisches Beispiel für den deutsch-nationalen und patriotischen Film, der im Ersten Weltkrieg den vermeintlich heroischen Dienst des deutschen Kriegsmarinematrosen auf hoher See zu feiern suchte. Dieser fünfaktige Film passierte die Filmzensur im August 1916 und wurde am 23. August 1916 in Berlins Mozartsaal uraufgeführt. In Wien lief der Film im November desselben Jahres im Tuchlauben-Kino an. Für den 20-jährigen Fritz Schulz war dies eine seiner ersten Filmrollen.
Ein Teil der Gesamteinnahmen wurden an den deutschen Flottenverein abgeführt. Ein mit auf den Weg gegebenes Grußwort des Großadmirals von Koester lautete: „Möge der Film das gemeinsame Ziel, Sorge für unsere Marine, erreichen.“
Der Filmtitel bezieht sich auf eines der bekanntesten deutschen Soldatenlieder aus der Zeit des Wilhelminismus, das „Deutsche Flaggenlied“, dessen erste Strophe lautet:
Stolz weht die Flagge Schwarz-Weiß-Rot

von uns’rer Schiffe Mast

Dem Feinde Tod, der sie bedroht

Der diese Farben haßt

Sie flattert an der Heimat Strand

im Winde hin und her

und weit vom deutschen Vaterland

auf sturmbewegtem Meer

## Kritik
„Der Film zeigt die Flotte wie sie leibt und lebt. Alle Mittel und Mittelchen des Volksstückes wurden benutzt, um im Schicksal einfacher Menschen die Liebe eines ganzen Volkes zur See und seinen Willen auf Seegeltung lesen zu lassen.“

„Man geleitet die Seemannslaufbahn des Seemannssohnes Hans Peters … von den erste Schiffsjungenanfängen bis – nun sagen wir bis zur Seeschlacht am Skagerrak. Scherz und Ernst wechseln ab, zwei Liebesgeschichten, die natürlich zu gutem Ende führen spielen hinein und neben dem Seekriegsschauplatz kann man auch einen Blick ins Feld tun. Die Spielleitung sowie den vortrefflichen Aufnahmen ist viel Lob zu spenden.“

„Würde es noch einer besonderen Propaganda um die Liebe und Zuversicht zu unserer Flotte und unseren tapferen blauen Jungens zu fördern, so wäre wohl der Film Stolz weht die Flagge schwarz-weiß-rot … eines der geeignetsten Mittel. …es ist dem Verfasser gelungen, ebenso zu rühren und zu erheben, wie lachen zu machen und im Glauben an den endgültigen Sieg zu stärken. (…) Der Verfasser hat das rein Belehrende geschickt mit einer sehr spannend gesteigerten Liebesgeschichte verbunden, die den Zuschauer ehrlich bewegt. (…) Die Vorstellung ist ganz ausgezeichnet und der Spielleiter, Herr Siegfried Dessauer, hat seine Sache auch sehr gut gemacht.“

„Unter den zahlreichen patriotischen Kriegsfilmen muß diesem Bilde ein allererster Rang zugeteilt werden. (…) Ein Hohelied deutschen Heldengeistes. Und so löst dieser Film beim Beschauer das Empfinden aus, Zeuge gewaltiger Ereignisse gewesen zu sein. Hier ist, allerdings mit Unterstützung der maßgebenden Marinebehörden ein Werk zustande gekommen, das weit über die Bedeutung normaler Kriegsdramen sich erhebt und ein interessantes Dokument bildlicher Darstellung deutschen Heldentums bildet.“

Paimann’s Filmlisten resümierte: „Stoff sehr gut. Photos, Spiel und die Seeschlachtszenen ausgezeichnet.“